# Batman / Man-Bat : Les Troglodytes
Batman/Man-Bat : Les Troglodytes (Batman: Manbat - The Subterraneans) est une mini série de comics américain de Batman en trois parties réalisée par Jamie Delano et John Bolton.

## Synopsis
Batman : Man-Bat - Les Troglodytes est un elseworld, c'est-à-dire une histoire qui est hors de la continuité du personnage et imagine un monde différent de celui dans lequel ce dernier vit. Ici, Batman est à la recherche d'une substance qui pourrait détruire l'humanité. La fiole dans laquelle se trouvait ce produit a été volé par une militante écologiste qui s'est cachée dans une grotte habitée par Man-Bat et sa famille. Or Man-Bat cherche un moyen pour supprimer l'humanité qui détruit peu à peu la planète...

## Éditions
1. Manbat 1 (Éditions USA, 1996).
2. Manbat 2 (Éditions USA, 1996).
3. Manbat 3 (Éditions USA, 1996).